# 350P/McNaught
350P/McNaught è una cometa periodica appartenente alla famiglia delle comete della fascia principale; la cometa è stata scoperta il 12 maggio 2010, la sua riscoperta il 26 gennaio 2017 ha permesso di numerarla.